# سیارک ۴۱۲۰۶
سیارک ۴۱۲۰۶ (به انگلیسی: 41206 Sciannameo، نامگذاری:1999WG9) چهل و یک هزار و دویست و ششمین سیارک کشف شده‌است که در ۲۷ نوامبر ۱۹۹۹ کشف شد.